# Haedong kumdo
Haidong kumdo (해동검도), som också stavas Haedong Gumdo eller Haidong Gumdo, är en koreansk svärdskonst och kampsport där man tränar mestadels med ett svärd. Det förekommer också träning med två svärd, framför allt i United World. 1982 etablerades Haedong Kumdo i Korea. I Sverige utövas Haedong Kumdo på ett flertal klubbar vilka står organiserade under Sweden Haedong Kumdo Association.
Utövaren får möjlighet att utveckla rätt attityder och uppnå ett balanserat sinne för korrekt användning av svärdet.

## Namnet och dess betydelse
Namnet Haedong Kumdo kommer från Hae Dong Seong Guk Bal Hae som är ett namn på Balhae, ett gammalt kungarike som låg på nordöstra sidan av Korea, på gränsen till norra Kina och östra Sibirien. Namnet Haedong Kumdo består av "Hae" (Hai) som betyder hav, "Dong" som betyder öst, "Kum" (Gum) som betyder svärd och "Do" som betyder väg. Det är dock vanligt att man översätter Haedong Kumdo med "Svärdets reflektion av "gryningsljuset" eller dess "energi" som kommer från Österhavet" eller "att uträtta rättvisa med svärdets reflektion av den majestätiska soluppgången från österhavet". Dessa översättningar kan tyckas vara långsökt men är ett sätt att upphöja sporten till något mer än bara en träning med svärd.

## Historik
Haedong Kumdo har anor ända tillbaka till tiden då Korea var uppdelat i de tre kungarikena Shilla, Paekche och Koguryo.
De tidigast kända formella utövanden av Haedong Kumdo skedde vid de konfucianistiska instituten Kyuongdang och Taehak samt hos Hwarang-orden. Samtliga av dessa var förbehållna aristokratin. Under Yi-dynastin upphörde aristokratin att utöva Haedong Kumdo och ägnade sig enbart åt civila ämbeten. Haedong Kumdo's utveckling skedde då i tre olika riktningar. Hos allmogen i form av obeväpnade kamplekar, hos munkar som en del i deras religionsutövning och hos kungens armé, specialstyrkor och livvakt som stridskonst.
Det var i huvudsak hos Chosun's militär som Koreansk svärdskonst fick sin utformning som man känner till den idag. Militären fick smärtsamt erfara behov av att bättre träna sina krigare för att bemöta hot från omkringliggande länder. Med kinesisk förlaga utvecklades flera metoder att strida med svärdet under 1500-, 1600- och 1700-talen.
Chosun's träning blev med tiden ett sätt att öva upp krigarens mod, disciplin och fysiska färdigheter och ombesörjdes väl av kungen som ansåg det viktigt för att stärka rikets försvar. Det hölls årliga tester för att pröva krigarnas färdigheter. Efter ett otal invasioner och krig hade Koreanerna lärt sig innebörden av Yubimuhwan; När man är beredd, finns ingen anledning att frukta det oväntade.
En del av Chosun-militärens träning och filosofi låg till grund för den moderna Haedong Kumdon när den växte fram under 60- och 70-talet med bl.a. Kim Jeong-Ho i spetsen. 1982 etablerade Kim Jeong-Ho sin egen Dojang vid Ahn Yang City.  Han har sedan dess grundat World Haidong Gumdo Federation som idag uppskattas ha omkring en miljon utövare i och utanför Korea.

## Träningsformen
I Haedong Kumdo tränar man inte bara mot en motståndare utan mot flera motståndare, precis som på ett slagfält. Övningarna i Haedong Kumdo tränar de flesta muskelgrupper i kroppen. Sedan innehåller Haedong Kumdo andningsövningar för att förbättra koncentration, andning och uthållighet.
Koreas svärdskonst har på grund av sitt läge mellan Kina och Japan utvecklat en blandning mellan kinesisk och japansk svärdskonst. Medan japansk svärdskonst fokuserar på duellen och på rakaste vägen fram till motståndaren fokuserar haedong kumdo på flera motståndare samtidigt och använder cirkulära rörelsemönster där hela kroppen arbetar synkroniserat. Även Haedong Kumdons betoning på tvåsvärdstekniker och olika sorters huggövningar, såsom huggövningar med skarpslipat svärd på bambu, gör att arten skiljer sig från japanska varianter som iaido och kendo.

## De 12 formerna
Sang-soo gumbub
1. Il Bon
2. Ee Bon
3. Sum Bon
4. Sa Bon
5. Oh Bon
6. Youk Bon
7. Chil Bon
8. Pal Bon
9. gKoo Bon
10. Ship Bon
11. Ship-Il Bon
12. Ship-Ee Bon

## Utrustningen

### Dräkten - Dobok
Det finns olika dräkter (Dobok) beroende på vilken grad du innehar:
- Som student har du en svart kortärmad jacka med breda byxor, samt tillhörande bälte.
- Som instruktör (med svart bälte och 1 dan), har du blå dräkt.
- Som instruktör (med svart bälte och fler än 3 dan), har du blå topp med grå byxor.

### - Mok Gum
Detta är ett träsvärd som alla börjar med, oftast gjord av lackat hårt trä (ek eller lönn) med de Koreanska tecknen för Haidong Gumdo ingraverade i handtaget. Den är något böjd och liknar de riktiga svärden i formen. Den är ca 100 cm lång och väger ungefär 600 gram. Det finns ingen balja eller skydd mellan klingan och handtag. Med denna lär man sig inte bara baskunskaperna, utan även huggen (Begi), att dra svärdet (Paldo) och mantling (Chakum) innan man går över till vasst svärd.
Man får också lära sig släcka ljus (Ch'otbul Kkûgi), oftast 1-6 stycken, beroende på gradering.

### - Ka Gum
Ett aluminiumsvärd med balja, som även den är ämnad för träning. Denna tilldelas studenten när instruktören anser att du är redo för det.

### - Anjeon Gum
Används i kombination av sparring/precisions träning. Fullkontaktssvärd av gummi, plast och är mycket flexibel. Används av såväl nybörjare som mästare.

### - Jin Gum
Ett skarpslipat svärd och får enbart användas av svartbältare och mästare över 18 år. Jin Gum är uppdelad i några olika format.
- Dragon Jingum - största svärdet.
- Tiger Jingum - lättare än Dragon.
- Samgakdo - triangelformad, mycket tunt blad, med mjukare material.
- Turtle Jingum - kort svärd och lätt att hantera. Perfekt för precision.

Dessa används när du närmar dig svart bälte, som är till för att hugga 'Taenamu Begi' (bambu), 'Sinmunji Begi' (papper), 'Kagmok Charugi (brädor) samt våta gräsmattor 'Jeepdan Begi'.

## Bältesgrader
- Nybörjare 'Cho Keub': Vit - Gul - Orange
- Medel 'Jung Keub': Grön - Blå - Blå/Röd
- Avancerad 'Goh Keub': Brun - Röd - Svart/Röd
- Svart bälte 1:a till 5:e Dan